# Fredrik Bajer
Fredrik Bajer (Næstved, Dinamarca, 1837 - Copenhaguen, 1922) va ser un escriptor, educador i polític pacifista danès guardonat amb el Premi Nobel de la Pau l'any 1908.

## Biografia
Va néixer el 21 d'abril de 1837 a la ciutat de Næstved, a l'illa de Sjælland. La infància i joventut de Bajer van estar carregades de cultura militarista, ja que, tot i la influència del seu pare, clergue, va rebre formació militar en diferents acadèmies daneses. Fou oficial de l'exèrcit danès i va lluitar el 1864 en la guerra entre Prússia i Àustria, en què assolí el grau de tinent primer per les seves fites militars. Acabada la guerra fou desmobilitzat, ja el 1865, i es traslladà a Copenhaguen, on va treballar com a educador, traductor i escriptor. Una de les seves llengües d'estudi, el francès, fou el detonant per als seus sentiments pacifistes, fruit d'autors com el pacifista francès Frédéric Passy.
Morí el 22 de gener de 1922 a la ciutat de Copenhaguen.

## Vida política
Posteriorment va entrar en política, i aconseguí un escó al Folketing, el parlament danès, el 1872, que mantindria per 23 anys. Les seves causes foren:
- La pau i l'arbitratge internacionals. Va col·laborar en gran quantitat d'organitzacions internacionalistes per la pau, tant a Dinamarca com a la resta d'Europa, i fou l'impulsor de la creació d'una oficina permanent del Congrés Mundial per la Pau, amb seu a Berna.
- La neutralitat danesa, creant la Foreningen til Danmarks Neutralisering o Societat per la Promoció de la Neutralitat Danesa (tingué posteriors reanomenaments).
- La unitat escandinava, col·laborant en la creació de la Nordisk Fristats Samfund o Societat d'Estats Nòrdics Lliures.
- Els drets de les dones, fundant el Dansk Kvindesamfund o Societat Danesa per les Dones.
- L'educació, sent membre de la Pedagogical Society o Societat de Pedagogia.

## Premi Nobel de la Pau
El 1908, va rebre el Premi Nobel de la Pau juntament amb el suec Klas Pontus Arnoldson. En la seva lectura Nobel, Bajer comentà temes molt dispars, sovint detalls de l'organització del moviment pacifista que s'estava esdevenint a Europa en aquells temps; però, com va dir, els detalls són el primer graó per a la victòria. Alguns dels seus suggeriments foren els següents: les paraules no són suficients, cal organitzar-se i actuar proactivament per lluitar per la pau (adopta el terme pacigérance o "pacigerància" front al terme bel·ligerància); calen vincles comuns entre persones, parlaments i governs en la lluita per la pau, però no accepta una autoritat suprema comuna; cal desvincular els partits polítics del moviment pacifista, ja que genera exclusions; cal atreure i educar els membres del moviment (p. ex., mitjançant la literatura); cal que en les assemblees hom intercanvïi opinions, i no pas que es facin meres lectures de resolucions; seria bona la inexistència de barreres lingüístiques en les reunions (p. ex., ús de l'esperanto); caldria que la presidència de la conferència de l'Haia fos rotativa entre els diferents membres; etc.